# Polska na Zimowych Igrzyskach Olimpijskich 1984
Polskę na Zimowych Igrzyskach Olimpijskich 1984 reprezentowało 30 zawodników w 6 dyscyplinach.
| Sportowcy | złoto | srebro | brąz | 4 m. | 5 m. | 6 m. | 7 m. | 8 m. | Punkty |
| --------- | ----- | ------ | ---- | ---- | ---- | ---- | ---- | ---- | ------ |
| 22        | –     | –      | –    | –    | 1    | 1    | 2    | 1    | 12     |

## Występy Polaków

### Hokej na lodzie
- Włodzimierz Olszewski, Gabriel Samolej, Henryk Gruth, Ludwik Synowiec, Andrzej Chowaniec, Andrzej Ujwary, Andrzej Nowak, Marek Cholewa, Robert Szopiński, Wiesław Jobczyk, Andrzej Hachuła, Andrzej Zabawa, Janusz Adamiec, Jerzy Christ, Leszek Jachna, Stanisław Klocek, Jan Piecko, Henryk Pytel, Krystian Sikorski, Jan Stopczyk  – 8. miejsce

### Łyżwiarstwo figurowe
- Grzegorz Filipowski – soliści, 12. miejsce

### Łyżwiarstwo szybkie
- Erwina Ryś-Ferens – 500 m, 9. miejsce; 1000 m, 7. miejsce; 1500 m, 5. miejsce; 3000 m, 14. miejsce
- Zofia Tokarczyk – 500 m, 14. miejsce; 1000 m, 14. miejsce
- Lilianna Morawiec – 500 m, 15. miejsce; 1000 m, 10. miejsce; 1500 m, 30. miejsce

### Narciarstwo alpejskie
- Dorota Tlałka – slalom gigant, 30. miejsce; slalom specjalny, nie ukończyła
- Ewa Grabowska – slalom gigant, 31. miejsce; slalom specjalny, 13. miejsce
- Małgorzata Tlałka – slalom specjalny, 6. miejsce

### Narciarstwo klasyczne
- Józef Łuszczek – bieg na 15 km, 36. miejsce; bieg na 30 km, 41. miejsce; bieg na 50 km, 27. miejsce
- Piotr Fijas – skoki narciarskie, skocznia średnia, 7. miejsce; skoki narciarskie, skocznia duża, 17. miejsce
- Janusz Malik – skoki narciarskie, skocznia średnia, 30. miejsce; skoki narciarskie, skocznia duża, 46. miejsce